# Ingrid Bolsø Berdal
Ingrid Bolsø Berdal (ur. 2 marca 1980 w Utøy w Norwegii) − norweska aktorka, wokalistka country alternatywnego.

## Życiorys
Na poważnie zajęła się muzyką i śpiewem już w szkole średniej. Po ukończeniu liceum kontynuowała edukację na University of Trondheim (NTNU). Następnie przeprowadziła się do Oslo.
Grywała potem na deskach Norweskiego Teatru Narodowego w Oslo, a za jedną ze swoich ról odebrała nagrodę Hedda (The Norwegian Theatre Award) w kategorii aktorski debiut roku.
Ponadto udziela się w radiu i telewizji oraz współpracuje z twórcami filmowymi. Rola Jannicke w popularnym nie tylko w Skandynawii slasherze Hotel zła (Fritt vilt, 2006) przyniosła jej nagrodę Amandy (The Norwegian Film Award) za występ pierwszoplanowy.

## Filmografia
- Hotel zła (Fritt vilt, 2006) jako Jannicke
- Hotel zła II (Fritt vilt 2, 2008) jako Jannicke
- Piekło pocztowe (Terry Pratchett's Going Postal, 2010) jako sierżant Angua
- Podróżuję sam (Jeg Reiser Alene, 2011) jako Herdis Snartemo
- Herkules (Brett Ratner, 2014) jako Atalanta
- Westworld (2016, 2018) jako Armistice